# Nódulo mamario
En medicina, se entiende por nódulo mamario una lesión ocupante de espacio presente en la mama que puede ser benigna o maligna, dolorosa o indolora, única o múltiple y estar o no calcificada. Se puede identificar a través de la exploración llevada a cabo por el médico o mediante mamografía y ecografía mamaria. En la mamografía, dependiendo de las características del nódulo, pueden dividirse en 2 grupos, los que son típicamente benignos y por lo tanto no precisan realizar más actuaciones médicas y aquellos en los que es necesario practicar pruebas adicionales para descartar la existencia de malignidad, en este caso por lo general se recomienda ecografía mamaria o punción y biopsia. La biopsia es la prueba que dará el diagnóstico definitivo y aclarará la naturaleza del nódulo, si bien es necesario tener en cuenta que no es necesario ni conveniente realizar biopsia de todos los nódulos mamarios, sino únicamente de aquellos que por sus características puedan ser sospechosos de ser malignos y corresponder a un cáncer de mama. En determinados tipos de nódulos se recomiendan revisiones periódicas para comprobar le evolución.

## Concepto
El concepto de nódulo lo define como una masa o lesión ocupante de espacio que es visible en 2 proyecciones diferentes de una mamografía. Si solo es visible en una proyección no se define como nódulo. Se aplica tanto a lesiones sólidas como las que son quísticas, es decir de contenido líquido.

## Diagnóstico diferencial
El nódulo mamario puede corresponder a diversos tipos de lesiones, la mayor parte benignas. Algunas de las más frecuentes son: Quiste simple, hematoma, absceso, papiloma, ganglio linfático, fibroadenoma, lipoma, quiste oleoso, galactocele, cistosarcoma filoides, hamartoma, carcinoma de mama y metástasis de tumores situados en otras localizaciones. La lesión más frecuente es el quiste simple, formación benigna que se identifica mediante ecografía de mama.

## Características
Los nódulos mamarios estudiados mediante mamografía presentan diferentes características, dependiendo de su forma, márgenes, tamaño y densidad. Los nódulos densos, mal definidos con márgenes espiculados o estrellados y que producen retracción de la piel deben ser valorados con minuciosidad por ser sospechosos de malignidad. La exploración de la mama llevada a cabo por el médico también detecta las características del nódulo si bien el grado de precisión es menor.

## Tipos
Los nódulos mamarios pueden ser benignos o malignos. Entre los nódulos benignos se encuentran los quistes mamarios, los fibroadenomas mamarios, la mastopatía fibroquística, los lipomas mamarios, los abcesos mamarios y el papiloma mamario benigno. Cuando los nódulos mamarios son irregulares, duros como piedras y/o están fijos a los tejidos pueden malignos.